# Леґач
Леґач (пол. Legacz) — село в Польщі, у гміні Станіславув Мінського повіту Мазовецького воєводства.
Населення — 88 осіб (2011).
У 1975-1998 роках село належало до Седлецького воєводства.

## Демографія
Демографічна структура станом на 31 березня 2011 року:
|          | Загалом | Допрацездатний вік | Працездатний вік | Постпрацездатний вік |
| -------- | ------- | ------------------ | ---------------- | -------------------- |
| Чоловіки | 45      | 5                  | 30               | 10                   |
| Жінки    | 43      | 8                  | 25               | 10                   |
| Разом    | 88      | 13                 | 55               | 20                   |